# The Roots of Trash
The Roots of Trash è il terzo full-length della band italiana Hyades pubblicato nel 2009 dall'etichetta Mausoleum Records.

## Tracce
1. Long Way Back Home – 1:47
2. I Belong to No One – 3:31
3. A.F.M.S – 4:44
4. United in the Struggle – 3:45
5. The Problem is You – 3:37
6. The Great Deceit – 5:49
7. Still in the Trash – 3:40
8. Alive But Dead – 4:45
9. Worse Than the Silence – 3:17
10. The Moshing Reel – 4:19
11. Come Out and Play (The Offspring cover) – 3:42

## Formazione
- Marco Colombo - voce
- Lorenzo Testa - chitarra
- Marco Negonda - chitarra
- Jerico Biagiotti - basso
- Rodolfo Ridolfi - batteria